# Ocrepeira georgia
Ocrepeira georgia là một loài nhện trong họ Araneidae.
Loài này thuộc chi Ocrepeira. Ocrepeira georgia được Herbert Walter Levi miêu tả năm 1976.